# Krajowice

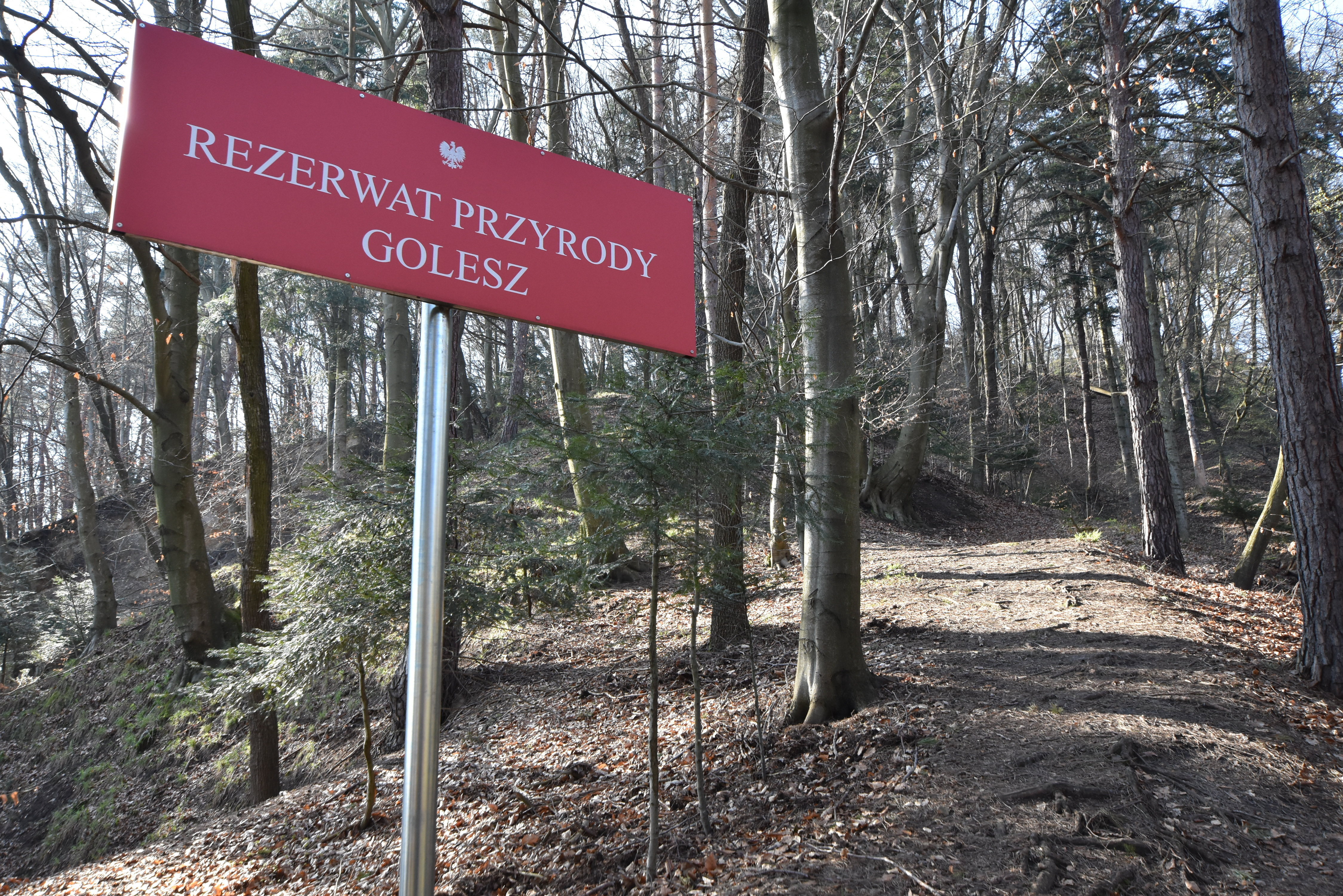
Rezerwat przyrody Golesz

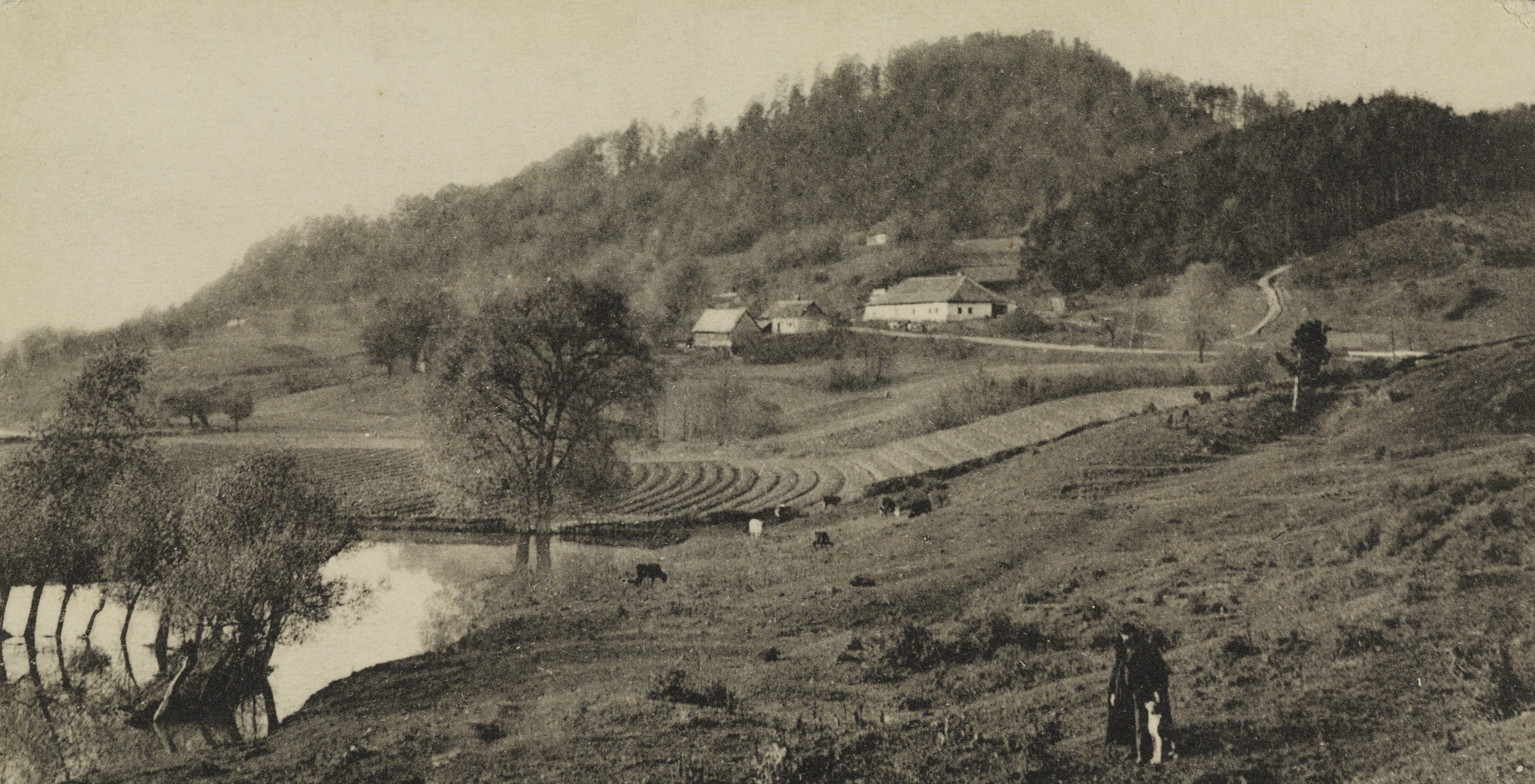
Widok ogólny, 1900-1904

Krajowice – wieś w Polsce położona w województwie podkarpackim, w powiecie jasielskim, w gminie Kołaczyce.
Wierni Kościoła rzymskokatolickiego należą do parafii Świętego Judy Tadeusza w Dąbrówce.

## Historia
Była wsią w województwie sandomierskim w 1629 roku. W latach 1975–1998 miejscowość administracyjnie należała do województwa krośnieńskiego.
We wsi posiadał gospodarstwo i dworek powstaniec styczniowy i nauczyciel August Mroczkowski.

## Granice
Krajowice, od zachodu graniczą z Dąbrówką, od północy z Nawsiem Kołaczyckim, od południa i wschodu z Jasłem. Przez miejscowość przebiega droga krajowa Pilzno-Jasło, a od zachodniej strony przepływa Wisłoka.
1 lutego 1977 dużą część wsi Krajowice (431 ha) włączono do Jasła.

## Grodzisko
W czerwcu 2015 w Krajowicach odkryto grodzisko, położone na wzgórzu i zajmujące powierzchnię około 1 ha. Na podstawie odnalezionych w pobliżu wału obronnego fragmentów ceramiki wstępnie datuje się jego wiek na młodsze okresy epoki brązu (1300–700 r. p.n.e.).